# Лимит кассы
Лимит кассы (лимит остатка наличных денег) — это сумма наличных денежных средств в кассе предприятия, размер которых устанавливается предприятием самостоятельно в зависимости от конкретных условий его функционирования.

## Определение
Согласно Указанию Банка России от 11.03.2014 № 3210-У лимит остатка наличных денег — это максимально допустимый остаток наличных денег на конец рабочего дня, который может храниться в месте для проведения кассовых операций (в кассе), и определенным руководителем юридического лица самостоятельно.

## Установление лимита кассы
Согласно Указанию Банка России от 11.03.2014 № 3210-У организации, которые не относятся к субъектам малого предпринимательства и индивидуальные предприниматели, обязаны установить лимит остатка наличных в кассе. Кроме того, установить лимит кассы могут по своей инициативе малые предприятия и индивидуальные предприниматели. Если такой лимит не установлен, он принимается равным нулю. Если лимит остатка наличных установлен, то организация обязана его соблюдать, то есть сверхлимитную наличность сдавать в банк. В противном случае ей грозит административная ответственность — штраф (п. 1 ст. 15.1 КоАП РФ): на должностное лицо организации или индивидуального предпринимателя в размере от 4 000 рублей до 5 000 рублей; на организацию в размере от 40 000 рублей до 50 000 рублей. 
Лимит остатка наличных в кассе устанавливается распоряжением руководителя, согласовывать с банком или с налоговой его не нужно.

## Расчет лимита кассы
Действующий порядок ведения кассовых операций предусматривает два варианта расчета лимита остатка наличных денежных средств:
- по объему поступлений наличных денежных средств;
- по объему выдачи наличных денежных средств.

### Расчет лимита по объему поступлений наличных денежных средств
Расчет лимита кассы по объему поступлений наличных денежных средств проводят организации, у которых есть наличная выручка.
Лимит = Поступления / РП * Дн
Поступления - сумма поступлений наличных денег за проданные товары, выполненные работы, оказанные услуги за расчетный период, выраженная в рублях. Вновь созданные организации рассчитывают лимит исходя из ожидаемой выручки.
РП — расчетный период в рабочих днях, за который учитывается объем поступлений (от 1 до 92 дней включительно). В качестве расчетного периода может быть выбран период пиковых поступлений наличной выручки, либо любой другой период, относящийся как к текущему, так и к одному из предшествующих лет.
Дн — количество рабочих дней между днями сдачи наличной выручки, которое не должно превышать 7 дней (14 дней, если в населенном пункте нет банка). Количество дней может быть определено на основании договора с банком, периода между инкассациями или датами внесения наличных на счет. Чем меньше количество дней – тем меньше лимит остатка наличных.

### Расчет лимита по объему выдач наличных денежных средств
Расчет лимита кассы по объему выдач наличных денежных средств проводят организации, у которых нет наличной выручки.
Лимит =	Объем выдач /	РП * Дн
Объем выдач – сумма денежных средств, выданных из кассы за расчетный период, за исключением сумм, предназначенных для выплат зарплаты, стипендий и других выплат работникам. Сумма денежных средств выражается в рублях. Вновь созданные организации рассчитывают лимит исходя из ожидаемого объема выдач наличных денежных средств.
Лимит остатка наличных в кассе устанавливается в рублях. Если в результате расчета получилась сумма в рублях и копейках, ее округляют до целых рублей:суммы менее 50 копеек отбрасываются, а более 50 копеек добавляют рубль (Письмо Банка России от 24.09.2012 № 36-3/1876, Письмо ФНС России от 06.03.14 № ЕД-4-2/4116). При этом округление до целых десятков, сотен и т.д. не допускается.

## Лимит кассы предприятий
Для расчета лимита кассы предприятия можно использовать следующий алгоритм:
1. Выбор периода для расчета (продолжительность периода не должна превышать 92 рабочих дня, могут использоваться предыдущие месяцы или период прошлого года, сезон продаж или любой другой период).
2. Установление периодичности, с которой предприятие собирается сдавать излишки наличных в банк, но не реже 1 раза в 7 рабочих дней (если в населенном пункте нет банков, то не реже 1 раза в 14 рабочих дней).

Для расчета лимита кассы предприятия используется следующая формула:
Лимит кассы = НВ / ДРП * ДС
НВ – наличная выручка за расчетный период;
ДРП – количество дней в расчетном периоде, когда предприятие работало;
ДС – количество рабочих дней предприятия в промежутке между моментами сдачи выручки.
Если предприятие только начало работу, то расчет производят из ожидаемой выручки.

### Расчет лимита кассы по снятиям с расчетного счета
В данном случае расчет лимита кассы предприятия производится по следующему алгоритму:
1. Выбор периода для расчета (не должен превышать 92 рабочих дня).
2. Установление периодичности, с которой предприятие будет получать наличные из банка, но не реже 1 раза в 7 рабочих дней (если в населенном пункте нет банков, то не реже 1 раза в 14 рабочих дней).

Для расчета лимита кассы используется следующая формула:
- Лимит кассы = ВН / ДРП * ДП

ВН – объем наличности, выданной за расчетный период на хозяйственные нужды предприятия (кроме заработной платы);
ДРП – количество дней в расчетном периоде, в которое предприятие работало;
ДП – количество рабочих дней предприятия в промежутке между моментами получения наличных в банке.

## Лимит кассы малых предприятий
Малые предприятия и индивидуальные предприниматели могут не устанавливать лимит кассы.

## Способы, позволяющие избежать превышения лимита остатка кассы
1. Превышение установленного лимита остатка кассы в период выплаты заработной платы в течение трех дней.
2. Воспользоваться услугами инкассаторов.
3. Выдать излишек суммы подотчет сотруднику организации (затем он возвращает сумму как неиспользованный аванс).